# Liste des aéroports les plus fréquentés au Pérou
Cet article dresse une liste des aéroports les plus fréquentés du Pérou.  Les aéroports sont classés en fonction du trafic passager.  Pour chaque aéroport, les listes citent la ville desservie par l'aéroport, pas nécessairement la municipalité où l'aéroport est physiquement situé. 

## En graphique
Pour des raisons techniques, il est temporairement impossible d'afficher le graphique qui aurait dû être présenté ici.

Voir la requête brute et les sources sur Wikidata.

## 2019 (janvier-février)
| Rang | Aéroport                                                       | Dessert                                 | Passagers 2018 A | Evol. annuelle |
| ---- | -------------------------------------------------------------- | --------------------------------------- | ---------------- | -------------- |
| 1    | Aéroport international Jorge-Chávez                            | Région métropolitaine de Lima           | 4 083 460        | 5,94%          |
| 2    | Aéroport international Alejandro-Velasco-Astete                | Cuzco                                   | 552 041          | 5,11%          |
| 3    | Aéroport Rodriguez Ballon                                      | Aire métropolitaine d'Arequipa          | 272 531          | -8,58%         |
| 4    | Iquitos-F.S. Vignetta                                          | Zone métropolitaine d'Iquitos           | 208 725          | 17,24%         |
| 5    | Piura (en)                                                     | Zone métropolitaine de Piura            | 166 971          | 3,83%          |
| 6    | Tarapoto (es)                                                  | Tarapoto                                | 138 135          | -1,14%         |
| 7    | Yurimaguas (en)                                                | Province de Coronel Portillo            | 111 495          | -1,90%         |
| 8    | Aéroport international Capitán FAP Carlos Martinez de Pinillos | Zone métropolitaine de Trujillo (Pérou) | 103 771          | 7,81%          |
| 9    | Chiclayo (es)                                                  | Zone métropolitaine de Chiclayo         | 98 167           | -4,43%         |
| 10   | Aéroport international Inca Manco Cápac                        | Région de Puno                          | 69 589           | -0,07%         |